# Annapurna
Annapurna je 55 km dlouhý horský masiv ve středním Nepálu v Himálaji v severní části Pokharského údolí. Nejvyšší vrchol, Annapurna I, měří 8 091 m, což z něj dělá desátou nejvyšší horu světa a jednu ze 14 osmitisícovek. Nalézá se na východní straně velké rokle, kterou protéká řeka Kali Gandaki a která ji odděluje od masivu Dhaulágirí (Dhaulágirí leží 34 km západně od Annapurny I). Annapurna v překladu ze sanskrtu znamená „Bohyně sklizně“. Je první zlezenou osmitisícovkou.

## Vrcholy
Masív Annapurny zahrnuje 6 vrcholů, jejichž nadmořská výška přesahuje 7 200 m.
- Annapurna I (8 091 m, 10. nejvyšší hora světa)
- Annapurna II (7 937 m)
- Annapurna III (7 555 m)
- Annapurna IV (7 525 m)
- Gangapurna (7 455 m)
- Annapurna South (7 219 m)

Jedním z nižších vrcholů je Mačapučare (6993 m), posvátná hora, na kterou je zakázáno vystupovat.

## První výstup
Annapurna I byla první osmitisícovka, která byla zdolána. Maurice Herzog (vedoucí expedice) a Louis Lachenal z francouzské expedice dosáhli vrcholu 3. června 1950. Výprava původně mířila na Dhaulágirí. Na Annapurnu expedice zaměřila svou pozornost až poté, kdy se její členové usnesli, že Dhaulágirí je příliš náročný cíl. Navíc následkem nepřesnosti se tým velmi zdržel hledáním cesty k úpatí hory. Expedice nakonec vystoupala k severní stěně přes říčku Miristi Khola, kde následně završila výstup jen těsně před příchodem monzunu.
Při sestupu utrpěli horolezci, kteří dosáhli vrcholu, těžké omrzliny a museli být transportováni do výchozího města v Indii.

## Další výstupy
Do roku 1950 nebyly podniknuty žádné pokusy o výstup, protože hora stojí v centrálním Nepálu a byla proto z politických důvodů nepřístupná cizincům.
Annapurna I má tři vrcholky – hlavní (8091 m n. m.), prostřední (8051 m n. m.) a východní (8016 m n. m.). Z nich spadají tři stěny – jižní, severní a severozápadní.
- 1950 – Prvovýstup francouzské expedice severní stěnou (viz výše).
- Druhý úspěšný výstup na vrchol Annapurny I se uskutečnil až v roce 1970, byl organizovaný britskou armádou. Horolezci si zvolili stejnou cestu jako Maurice Herzog při svém prvovýstupu.
- 1970 – Britský pilíř jižní stěny. Chris Bonington byl vedoucím výpravy, která jako první zlezla jednu z velkých himálajských stěn cestou, která je svou obtížností srovnatelná s těžšími výstupy v Alpách, avšak v nesrovnatelné nadmořské výšce. Poslední třetinu stěny překonali Britové bez fixních lan a Don Whillans a Dougal Haston vystoupili na vrchol.
- 1974 – Španělská cesta severní stěnou. Španělé zlezli východní vrchol Annapurny (8016 m n. m.) levou částí severní stěny.
- 1977 – Nizozemská expedice objevila variantu francouzské cesty v prostřední části severní stěny. Jejich výstup se později stal klasickou cestou k vrcholu hory.
- 1978 – Nizozemskou cestou vystoupily na Annapurnu první ženy – Američanky Irene Müller a Věra Komárková (původem z Československa).
- 1980 – Německá expedice otevřela vlevo od nizozemské trasy již třetí cestu v severní stěně a poprvé vystoupila na prostřední vrchol (8051 m n. m.).
- 1981 – Pravý pilíř jižní stěny. Polská expedice otevřela prvovýstup jižní stěnou k prostřednímu vrcholu hory. Jejich výstup neměl opakování.
- 1981 – Centrální pilíř jižní stěny. Japonská podzimní expedice zdolala jižní stěnu novou cestou k prostřednímu vrcholu, ze kterého traverzovali na hlavní vrchol. Jejich cesta nebyla nikdy zopakována.
- 1984 – Španělé Nil Bohigas a Enrico Lucas zlezli jižní stěnu v její pravé části alpským stylem. Výstup zakončili na prostředním vrcholu.
- 1984 – Švýcaři Erhard Loretan a Norbert Joos uskutečnili první přechod. Zlezli Annapurnu alpským stylem po východním hřebeni, přičemž přešli všechny tři vrcholy hory a sestoupili nizozemskou cestou severní stěnou. Jejich výstup opakovali Poláci v roce 1988 k východnímu vrcholu, Španělé v roce 2002 a další. Jedná se o dlouhou, ale objektivně nejbezpečnější trasu k vrcholu.
- 1985 – Italsko-rakouská výprava zdolala severozápadní stěnu. Na vrchol vystoupili Reinhold Messner a Hans Kammerlander. Jejich výstup nemá opakování.
- 1987 – První zimní výstup na Annapurnu se podařil nizozemskou cestou Polákům. V únoru vystoupili na vrchol Artur Hajzer a Jerzy Kukuczka.
- 1988 – Josef Rakoncaj zlezl vrchol jako první Čech v rámci italsko francouzské expedice jižní stěnou.
- 1988 – Pilíř Gabarrou. Česká výprava zlezla pilíř v pravé části severozápadní stěny a dvojice Jindřich Martiš a Josef Nežerka vystoupila na vrchol hory, zahynul Jiří Pelikán.
- 1996 – Severní pilíř. Polská expedice zlezla pilíř oddělující severní a severozápadní stěnu.

Do roku 2009 se na Annapurnu I podařilo vylézt 149krát a proto patří mezi osmitisícové vrcholy s nejnižším počtem úspěšných výstupů. Současně má Annapurna nejvyšší poměr úmrtí k počtu výstupů na vrchol (zhruba 38 %), což z ní činí objektivně nejnebezpečnější osmitisícovku.

## Výstupy českých horolezců
- 1988 – Josef Rakoncaj – anglickým pilířem v J stěně
- 1988 – Jindřich Martiš, Josef Nežerka – prvovýstup SZ stěnou
- 2009 – Martin Minařík (s Francouzkou „Elli“ Élisabeth Revolovou) – východní předvrchol 8016 m n. m., na sestup neměl Martin Minařík síly a umrzl
- 2012 – Radek Jaroš, Jan Trávníček – normální cestou
- 2024 – Klára Kolouchová – jako první Češka, výstup s použitím kyslíku[3]

V roce 1978 stála na vrcholu první žena – Věra Komárková – Američanka československého původu. Členové česko-japonské výpravy v roce 1984 sice nedobyli vrchol, ale pomohli vysíleným Švýcarům Loretanovi a Joosovi, kteří jako první přešli Annapurnu v alpském stylu a traverzovali přitom všechny tři vrcholy. V roce 1988 vystoupil na vrchol anglickým pilířem v jižní stěně Josef Rakoncaj a ve stejném roce pak Jindřich Martiš a Josef Nežerka uskutečnili významný prvovýstup severozápadní stěnou. Na této hoře v roce 2009 ukončil svou životní pouť jeden z nejlepších českých horolezců Martin Minařík, který vysílený zůstal ve sněhu při sestupu z vrcholu. V roce 2012 na vrchol vystoupili Radek Jaroš a Jan Trávníček. Pro Radka Jaroše to byla již třináctá zdolaná osmitisícovka, vinou omrzlin však po návratu přišel o čtyři prsty na levé noze.